# Mbama
Mbama es una localidad de la República del Congo, constituida administrativamente como un distrito del departamento de Cuvette-Oeste en el noroeste del país.
En 2011, el distrito tenía una población de 8040 habitantes, de los cuales 3903 eran hombres y 4137 eran mujeres.
La localidad se ubica a orillas del río Kouyou, a medio camino entre Ewo y Etoumbi sobre la carretera P30, cerca del límite con el vecino departamento de Cuvette.